# Joan Massià i Prats

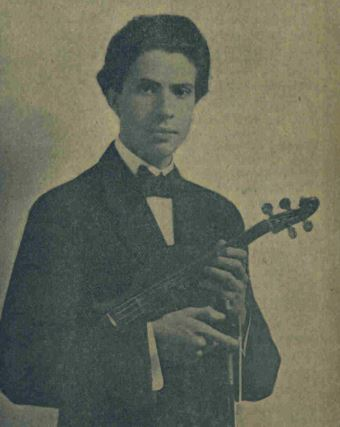
Joan Massià i Prats

Joan Massià i Prats (* 22. Februar 1890 in Barcelona; † 11. Juni 1969 ebenda) war ein katalanischer Violinist und Komponist.

## Leben und Werk
Joan Massià begann mit sieben Jahren Klavier zu studieren und wenig später auch Violine. Nach seinem ersten öffentlichen Konzert in Barcelona ging er mit 12 Jahren studienhalber zu dem Ysaÿe-Schüler Alfred Marchot ans Brüsseler Konservatorium. Vier Jahre später wurde er mit dem Van Hall Preis, der höchsten Auszeichnung dieses Konservatoriums geehrt.
Ab 1906 gab er erste Konzerte in Spanien. 1918 gründete er mit dem Violinisten Alfred Quer, dem Bratschisten José Garangon und dem Cellisten Gaspar Cassadó ein Quartett. Ab 1924 bildete er mit der französischen Pianistin Blanca Selva und ab 1940 mit seiner Frau Maria Carbonell ein Kammermusikduo. Er trat regelmäßig als Orchestersolist mit dem Orquestra Simfònica de Barcelona (1910–1925) unter der Leitung von Joan Lamote de Grignon auf. Er gründete und leitete das Orquestra de Cambra Joan Massià („Kammerorchester Joan Massià“).
Als Musikpädagoge nahm er ab 1943 den speziell für ihn eingerichteten Lehrstuhl für Kammermusik am Conservatori Municipal de Música de Barcelona ein. Ab 1959 hatte er an diesem Konservatorium zusätzlich einen Lehrstuhl für Violine inne. Hier bildete er Violinisten wie Montserrat Cervera, Xavier Turull, Gonçal Comellas und Gerard Claret aus.
Als kompositorisch repräsentatives Werk gilt seine impressionistische Sammlung von Klavierstücken Notas de Estío („Notizen aus dem Sommer“), die zahlreiche Anklänge an katalanische Volksmusik enthalten.